# Pyhäjoki (fleuve)
Le fleuve sacré (en finnois : Pyhäjoki) est un cours d'eau de Ostrobotnie du Nord,,.

## Description
Le fleuve prend sa source dans le lac Pyhäjärvi et coule vers le nord-nord-ouest dans le bassin Pyhäjokilaakso, une région légèrement peuplée du sud-ouest de l'Ostrobotnie du Nord.
Les villes le long de son cours sont Kärsämäki, Haapavesi et Oulainen.
Le fleuve se jette dans le golfe de Botnie à Pyhäjoki,